# إثنيكوس
نادي إثنيكوس بيرو لكرة القدم (بالفرنسية: Ethnikos Piraeus F.C.)‏ نادي كرة قدم يوناني يلعب في دوري الدرجة الثانية . تم تأسيس النادي في سنة 1923 .